# Emilie Mrzílková
Emilie Mrzílková (23. července 1938 – 26. října 2023) byla tlumočnice českého znakového jazyka, moderátorka televizních pořadů pro neslyšící a autorka učebnic a slovníků českého znakového jazyka.

## Životopis
Emilie Mrzílková byla dcera neslyšících rodičů, sestra dvou neslyšících bratrů a manželka neslyšícího muže. Původně mzdová účetní, při péči o děti v domácnosti v rámci Obvodním národním výborem povolené práce z domova šila a pletla svetry pro Oděvní službu, pracovala v mateřské školce. Na pozvání Zity Drdové z televizního pořadu Svazu invalidů Televizní klub neslyšících začala od roku 1980 pracovat jako tlumočnice a komentátorka tohoto pořadu.  V roce 1990 se stala tlumočnicí tiskové konference Václava Havla, což vedlo k pravidelnému tlumočení večerních televizních zpráv. 21. dubna téhož roku byla pozvána jako tlumočnice na setkání s papežem Janem Pavlem II. v Praze a následně roku 1991 při návštěvě princezny Diany, která tehdy s Olgou Havlovou navštívila i základní školu pro sluchově postižené v Radlicích. Tlumočila více než 70 let  a v roce 2018 obdržela v rámci Mezinárodního dne neslyšících od Asociace organizací neslyšících, nedoslýchavých a jejich přátel, z.s (ASNEP) ocenění za zásluhy v činnosti pro komunitu neslyšících.

## Dílo
- Spolu se svou snachou Markétou Ostatkovou-Mrzílkovou se stala autorkou učebnice znakové řeči: Základy české znakové řeči vydané roku 1993. Výtvarníkem byl otec spoluautorky Václav Ostatek.[9][10]
- Spolupracovnice na Slovníku znakové řeči (GABRIELOVÁ, Dagmar et al.) z roku 1988.[11]
- Podílela se na realizaci ekumenického slovníku Slovníku znaků křesťanských pojmů pro neslyšící.[12][13]
- Příspěvek k problematice CODA (children of deaf adults) - Slyšící dítě v rodině neslyšících v časopise sluchově postižených GONG z roku 1988.[14]